# Nahor (zoon van Terach)
Nahor was volgens de traditie in de Hebreeuwse Bijbel een zoon van Terach (zoon van Nahor (zoon van Serug)) en dus een broer van Abraham en Haran. Hij had bij zijn twee vrouwen Milka en Reüma twaalf zonen.
Nahor trouwde met zijn nicht Milka, Harans dochter. Toen Terach en Abraham uit Oer weggingen, bleef Nahor achter. Milka schonk hem acht zonen: Us, Buz, Kemuël, Kesed, Chazo, Pildas, Jidlaf en Betuël. Zijn bijvrouw Reüma baarde hem vier zonen: Tebach, Gacham, Tachas en Maäka. Nahors kleindochter Rebekka, Betuëls dochter, werd door een knecht van Abraham uit de stad Nachor opgehaald, toen deze een vrouw zocht voor zijn zoon Isaak.